# 알콕시글리세롤
알콕시글리세롤(알킬글리세롤, 영어: alkylglycerol) 또는 에터 지질(영어: ether lipid)은 생명체에 자연적으로 존재하는 지질의 한 종류이다.

## 개념
알콕시글리세롤은 구조면에서 중성지방과 유사하나, 글리세롤 에테르에 세 개의 지방산이 에스테르 결합 (-COO)으로 연결된 중성지방과 달리, 알콕시글리세롤은 에테르 결합 (C-O-C)을 가진 것이 특징이다. (Figure 1)

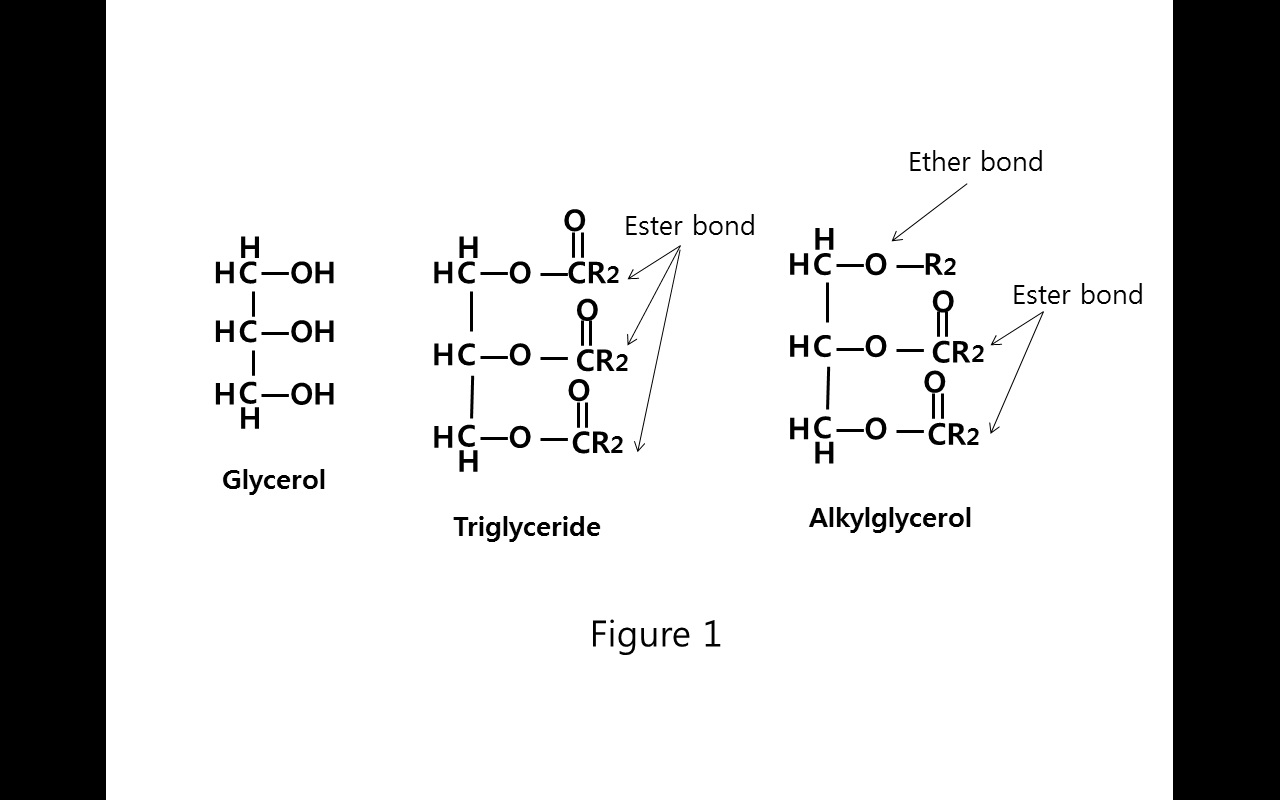
Figure 1. Structures of Glyerol-type compounds

알콕시글리세롤은 동물의 조혈기관 즉 골수, 비장, 간에서 주로 발견되며 그 외에도 혈장, 적혈구, 호중구, 우유나 모유에서도 발견된다. 가장 많은 곳은 상어간유이며, 많게는 50%까지 함유되어 있다. 알콕시글리세롤은 바틸알콜, 키밀알콜, 세라틸알콜 세 종류가 주된 성분이다. (Figure 2)

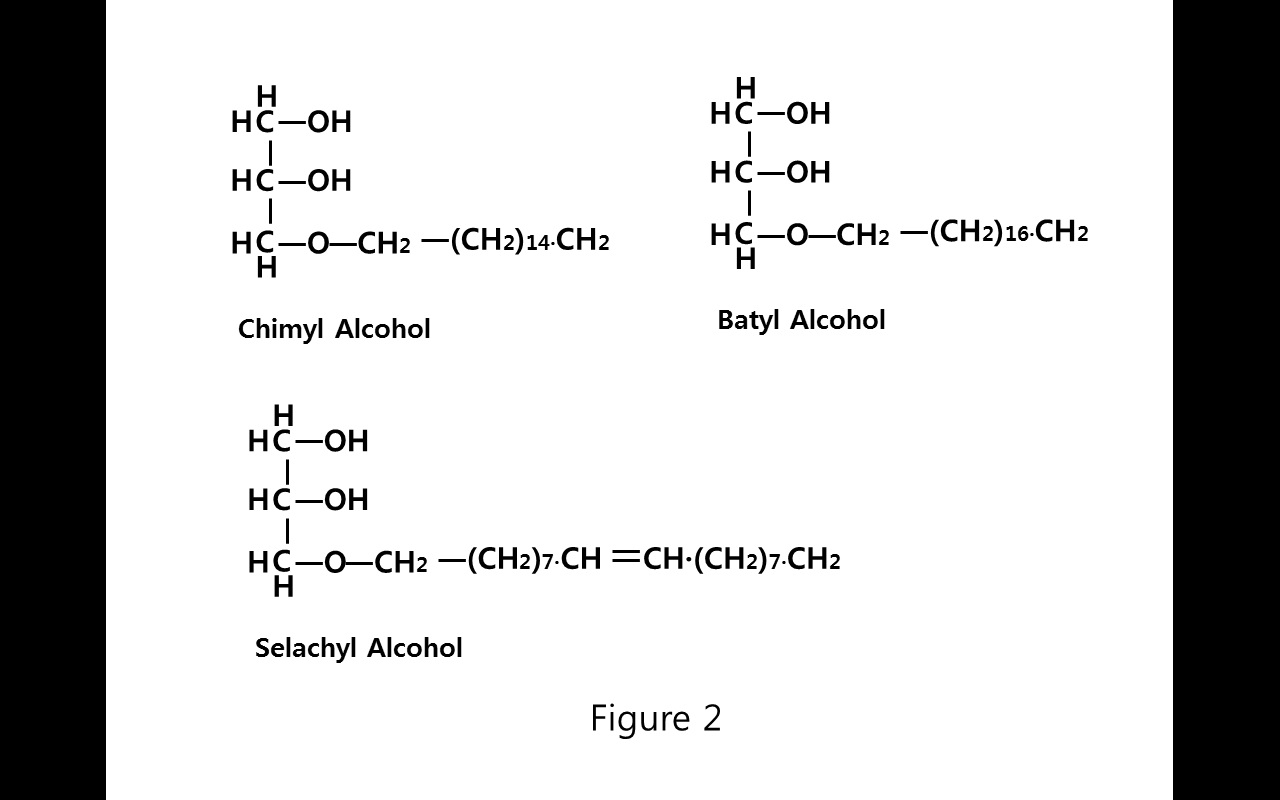
Figure 2. Three naturally occuring Alkylglycerols

상어간유는 스쿠알렌과 알콕시글리세롤이 주성분으로, 고대부터 노르웨이나 스웨덴의 서부 해안지역 어부들 사이에 민간 약용으로 사용되어 왔다. 상어는 특히 암에 대한 저항이 강하고, 암 유병률이 극히 낮은 것으로 알려져 유럽에서는 오랜기간 상어간유에 대한 연구가 있어왔다.
알콕시글리세롤에서 특히 바틸알콜과 키밀알콜은 골수에서 백혈구, 적혈구, 혈소판의 생성과 분화를 촉진하는 조혈작용이 강한 것으로 알려져 있다. 그 외에도 알콕시글리세롤에 대해서는 면역력 증가, 항종양 효과, 방사선에 의한 세포손상 방지, 항균/항곰팡이 효과 등이 보고되고 있다.

## 알콕시글리세롤의 효능

### 조혈작용 촉진
알콕시글리세롤은 Edlund, T. et al (1954), Osmond, D.G. et al (1963)의 동물심험을 통해 골수에서 적혈구, 혈소판, 백혈구(과립구)생성을 촉진하는 것으로 알려져 있다.
S.Y. et al (1994)는 알콕시글리세롤(30% chimyl, 28% batyl, and 42% selachyl glycerol) 을 사료에 혼합하여 수유중인 어미쥐에게 먹이고, 일반사료를 먹인 쥐와 비교하였다. 알콕시글리세롤이 포함된 사료를 먹인 어미쥐는 모유에서 알콕시글리세롤 함량이 유의하게 증가하였다. 또한 그들에게서 난 새끼쥐들의 말초혈액에서도 백혈구 중 과립구 숫자가 유의하게 증가하였고, 면역글로불린(IgG, IgM) 수치 또한 유의하게 증가하였다.  따라서 동물 모유에 포함된 알콕시글리세롤은 태어난 새끼들의 면역력 형성에 중요한 역할을 한다는 것을 알 수 있다.
Mitre et al (2005)는 12마리의 암돼지에게 하루 32g의 상어간유를 임신 80일째부터 수유기까지 지속적으로 복용시킨후, 상어간유를 섭취하지 않은 암돼지들과 비교하였다. 상어간유를 섭취한 암돼지는 혈청내 적혈구와 헤모글로빈 수치가 더 높았으며, 모유 내에 IgG 면역글로불린, 알콕시글리세롤, 다가불포화지방산 농도가 더 높게 나타났다. 또한 이들에서 난 새끼돼지들 역시 혈청 내 백혈구 수치와 IgG면역글로불린 수치가 다른 새끼돼지들 보다 더 높았다.
1950년 초 Brohult et al는 소아 백혈병 환자들을 대상으로 송아지 골수 추출물을 사용한 결과, 백혈구 생성이 증가하는 것을 발견하였고, 방사선 치료로 백혈구 감소증이 발생한 소아 백혈병 환아들에게 알콕시글리세롤을 사용하여 백혈구의 생성과 분화가 증가한 연구결과를 발표하였다.
Brohult et al는 이후 1963년 경 방사선 치료를 받는 자궁함 환자를 대상으로 알콕시글리세롤의 효과를 연구하였으며, 방사선 치료시 흔히 발생하는 혈소판 및 백혈구 감소 현상이 알콕시글리세롤을 사용한 환자에서는 훨씬 적게 발생하였다.

### 면역력 향상 및 면역조절
알콕시글리세롤은 조혈작용을 촉진하여 골수에서 백혈구 생성을 증가시키고 혈청내 면역글로불린을 증가시킨다. 또한 세포독성 대식세포를 활성화시켜 Fc receptor 매개에 의한 식세포 작용을 향상시키고 체액성 면역반응을 증가시킨다.
Yamamoto et al (1988)는 쥐에게 5일동안 10-100ng의 소량의 알콕시글리세롤을 주입한 결과, Fc receptor 매개를 통한 대식세포의 식세포 작용이 크게 증가함을 관찰하였다. 특히 5ng/kg의 낮은 용량에서도 대식세포 활성화가 매우 효과적으로 나타남을 관찰하였다. 대식세포를 50ng/mL 농도의 알콕시글리세롤과 B, T 림프구와 함께 배양하였을 때, 2-3시간 만에 대식세포의 기능이 크게 활성화되었지만, B, T 림프구를 제외하고 알콕시글리세롤과 대식세포만 배양하였을때는 대식세포의 기능이 활성화되지 않았다. 이는 알콕시글리세롤이 B림프구를 통해 대식세포를 활성화시킴을 보여준다. B림프구가 활성화되면 T림프구에 신호를 보내고, 이때 T 림프구가 대식세포의 탐식작용을 자극, 활성화하는 신호인자를 생성한다..
Yamamoto et al 은 또 다른 실험에서, 복막세포에 알콕시글리세롤을 투여하면 대식세포의 식균작용이 크게 증가하며, 이는 알콕시글리세롤이 혈청내 비타민D3 결합단백질 (vitamin D3 binding protein)을 대식세포활성인자(macrophage-activating factor)로 쉽게 변환시키기 때문인 것으로 보인다고 보고하였다.
Acevedo et al (2006)은 사람의 조직구 세포계(histiocytic cell line)와 쥐의 대식세포에 알콕시글리세롤을 처리한 후 인터루킨-12와 NO의 생성정도를 측정하였다. 그리고 보조제로써 알콕시글리세롤이 항원(Ova)에 대한 항체반응(IgG2a-IgG1)을 촉진하는지 관찰하였다. 알콕시글리세롤은 인터루킨-12와 NO의 생성을 촉진하였고, 항원에 대한 IgG2a 면역글로불린 생성을 증가시켰다. 인터루킨-12는 Th1면역반응을 증가시키는 주요 사이토카인으로써, Th1 면역반응은 B림프구의 IgG2a생성에 관여한다..
Mitre et al는 32g의 상어간유를 12마리의 임신중 혹은 수유중인 암돼지에게 먹였다. 그 결과 상어간유를 섭취한 암돼지는 혈중내 적혈구 수치가 증가하였고, 우유 속의 IgG 면역글로불린, 알콕시글리세롤, n-3 PUFA (고도불포화지방산) 농도가 증가하였다. 이들에게서 태어났거나 혹은 수유받은 새끼돼지들 또한 혈중 내 백혈구와 IgG 면역글로불린 수치가 증가되었다.
Lewkowicz et al은 13명의 지원자를 대상으로 3.6g 스쿠알렌, 3.6g 알콕시글리세롤 그리고 750mg의 n-3 PUFA (고도불포화지방산)을 4주간 섭취시켰다. 그러자 세균에 대한 호중구의 반응성이 증가하고 면역에 관여하는 C4보체 물질이 증가하였다. 인터페론 감마(IFN-gamma), 종양괴사인자 알파(TNF-alpha), 인터루킨-2(IL-2)와 같은 면역 사이토카인 물질도 증가하였다. 한편 혈청내 항산화 지수가 증가하여 항산화 기능도 동시에 있음을 보여주었다.
이 실험에서 참가자들의 혈중 콜레스테롤 수치가 182.92 ± 29.290 mg/dL에서 224.46 ± 62.198 mg/dL로 증가하였으나, 실험이 끝난 후에는 모두 자연적으로 정상화되었다.
일부 연구에서는 알콕시글리세롤이 과도한 면역반응으로 인한 질환에서는 면역을 억제하고 면역세포의 불균형을 조절하여 균형을 맞춰주는 것으로 나타났다.
Tchorzewski et al은 상어간유가 류마티스 관절염 환자의 말초혈액에서 증가된 혈중 보체 농도와 자연살해세포 활성도 및 활성산소 부산물을 농도를 정상화 시킨다고 보고하였다.

### 항종양 효과
Pedrono et al는 폐종양을 이식한 쥐에게 각각 상어간유와 알콕시글리세롤을 투여하였다. 상어간유와 알콕시글리세롤 둘다 비슷한 정도의 암성장 억제효과를 보였으며 (각각 29±3%, 26±3%), 암전이를 억제하는 효과에 있어서는 상어간유를 투여한 경우 31±8% 정도 감소한 반면, 알콕시글리세롤을 투여할 경우 64±8%까지 암전이가 감소하였다. 또한 알콕시글리세롤은 종양내의 플라즈미노겐 농도와 혈관내피세포 인자를 감소시켰다. 이는 알콕시글리세롤이 암의 성장과 혈관생성, 전이를 효과적을 억제함을 시사한다.
Pedrono et al 의 또 다른 연구에서 알콕시글리세롤의 대사산물들 (alkyl-glycerophosphocholine, alkyl-glycerophosphoinositol)이 세포내 신호전달에 영향을 미치며, 섬유아세포 성장인자(bFGF; basic fibroblast growth factor)의 자극에 의한 내피세포 증식을 억제하는 것으로 나타났다.
Krotkiewski et al은 세포실험에서 알콕시 글리세롤이 유방암세포, 난소암세포, 전립선암세포를 괴사시키거나 세포자살을 유도함을 관찰하였다.
Brohult et al은 자궁경부암 환자에게서 방사선 치료를 받기 전 알콕시글리세롤을 투여하였을 때, 시간이 지남에 따라 암 진행단계의 환자 비율이 유의하게 감소하였음을 보고하였다. 반면, 방사선 치료만 받았던 대조군은 시간에 따른 암 초기단계/ 진행단계 환자의 비율에 유의한 변화가 없었다. 이는 자궁경부암 환자에서 방사선 치료 전 알콕시글리세롤을 투여하였을 때 종양 성장이 퇴화하였음을 보여준다.
Brohult et al의 또 다른 연구에서는 자궁경부암 환자에게 방사선 치료 전 알콕시글리세롤을 투여하였을 때 종양성장의 퇴화가 60세 이상보다는 60세 이하 환자에서 더 뚜렷하게 나타났다. 사망률은 암 진행단계의 환자에서 유의하게 감소하였으며, 이는 암 초기 단계보다 진행 단계에서 알콕시글리세롤과 암세포에 있는 물질이 상호작용을 하고, 이 작용으로 암세포가 파괴되는 것으로 설명된다.
앞서 언급한 연구결과들에 따르면 알콕시 글리세롤의 항암효과는 첫째, 대식세포의 활성화와 인터루킨-12, 인터페론 감마와 같은 염증 사이토카인물질의 증가에 따른 것으로 알려져 있다. 대식세포의 활성화는 가장 일차적인 항암기전에 속한다. 그리고 인터루킨-12, 인터페론 감마와 같은 사이토카인은 T세포 림프구, 자연살해세포를 활성화시켜 암세포를 죽이고 이들의 성장을 억제하는 역할을 한다.
그 밖에 알콕시글리세롤이 암세포 내에 O-alkyl group을 축적시켜 암세포를 죽게 한다는 연구결과도 있다.

### 항균 / 항곰팡이 효과
알콕시글리세롤의 일종인 dodecylglycerol (DDG)은 단백분해 효소인 프로데아제(protease)의 분비를 촉진한다. 프로테아제는 이후 자기분해효소 autolysin으로 변환된다. 또한 DDG는 세균 세포벽의 구성성분인 펩티도글리칸의 합성을 억제하여 항균효과를 내다. 그 외 칸디다, 크립토코쿠스 같은 특정 곰팡이류에 대한 항곰팡이 효과도 알려져 있다.
- 연쇄구균 Streptococcus mutans BHT 은 페니실린 및 기타 세포벽 합성저해 항생제에 내성을 가진 균주이다. 알콕시글리세롤은 정상적인 Streptococcus mutans BHT 의 대사과정을 방해하여, 글리세롤을 통한 글리세롤지질 및 리포테이코산과 같은 세포벽 구성성분의 합성을 방해하는 것으로 나타났다. 이는 알콕시글리세롤이 Streptococcus mutans 에 대한 살균기능이 있음을 보여준다.
- 칸디다와 크립토코쿠스는 에이즈 환자에서 진균 감염의 주된 원인이다. Haynes et al의 실험에서알콕시글리세롤은 이들 두 진균의 성장을 억제하며, 지용성 항진균제 amphotericinB의 효과를 크게 증가시키는 것으로 나타났다. AmphotericinB는 진균 세포막의 ergosterol과 결합하여 진균을 죽이는데, 알콕시글리세롤이 진균 세포막을 약하게 만들고 amphotericinB가 세포막 ergosterol에 쉽게 결합할 수 있도록 하는 것으로 생각된다.
- Ved et al은 연쇄구균 Streptococcus faecium에서 알콕시글리세롤이 자기분해효소 autolysin의 활성도를 높이는 것을 관찰했다. 알콕시글리세롤은 Streptococcus faecium에서 proteinase 효소를 자극하고, 이는 autolysin을 활성화시켜 세균의 성장을 억제한다. 알콕시글리세롤의 항균효과는 세포벽이 얇은 그람음성균 보다는, 세포벽이 두텁고 펩티도글리칸이 많은 그람양성균에서 더 효과적이다.

### 방사선에 의한 세포손상 방지
Brohult et al 에 따르면 알콕시 글리세롤은 자궁경부암 환자에서 방사선 치료료 인한 복합손상을 1/3까지 유의하게 감소시켰으며, 방사선 치료 후 발생하는 누공 빈도를 47%까지 감소시키는 것으로 나타났다.

## 같이 보기
- 막 지질